# Tamanuku
El Tamanuku, antes conocido por FC Teasi es un club de fútbol de Nukufetau, Tuvalu. El equipo juega en la División-A de Tuvalu, la mayor categoría del fútbol de Tuvalu.

## Historia
Tamanuku fue fundado en 1980 con el nombre de FC Teasi. El club ganó la Copa Independencia en 2005, contra el Lakena United con un marcador de 1-0. Y en 2013, ganó la Copa NBT.

## Palmarés

### Campeonato nacionales
- División-B
  - campeón (1): 2020

### Copas nacionales
- Copa Independencia
  - campeón (1): 2005
  - subcampeón (2): 2006, 2011
- Copa NBT
  - campeón (1): 2013
  - subcampeón (2): 2006, 2011
- Juegos de Tuvalu
  - subcampeón (2): 2012

## Galería

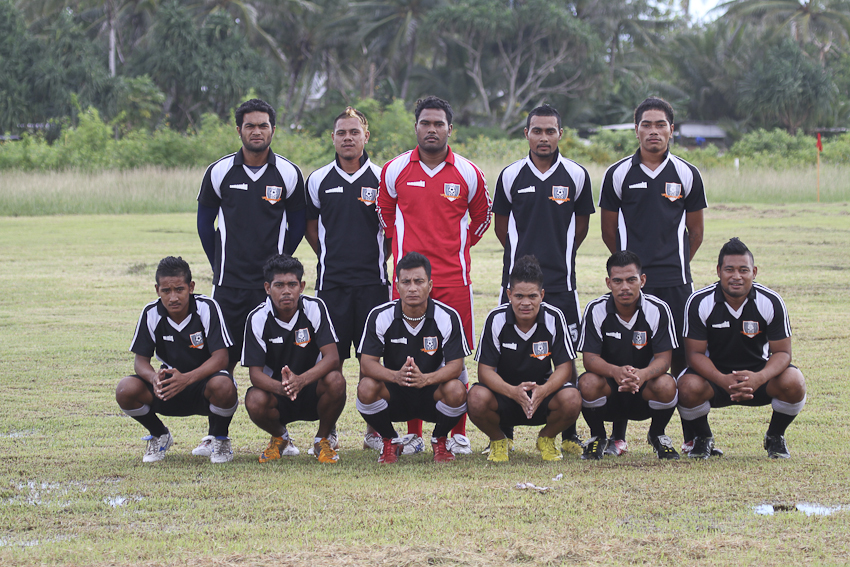
Tamanuku A 2012.
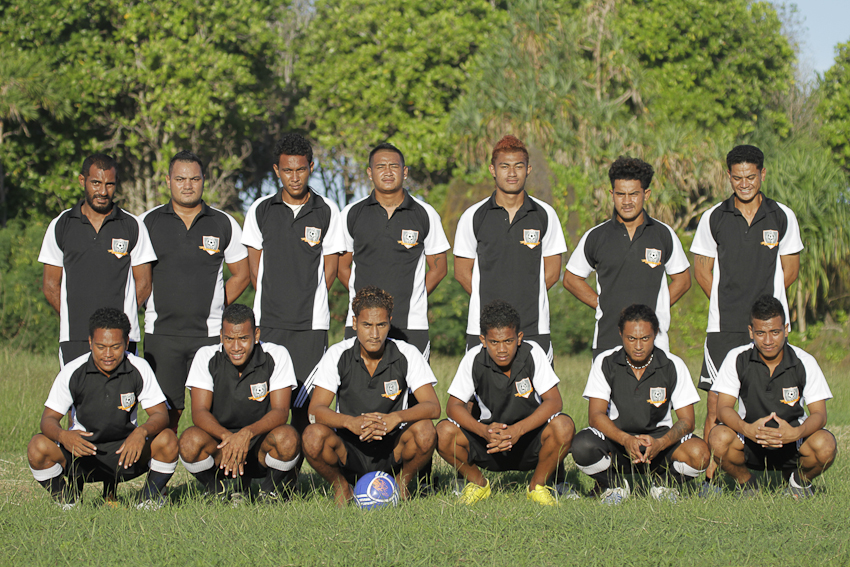
Tamanuku B 2012.